# Bureau exécutif du président des États-Unis
Le Bureau exécutif du président des États-Unis (en anglais : Executive Office of the President of the United States, EOP) est l'équipe au service direct du président des États-Unis. Parfois surnommée « Brain Trust », elle est dirigée par le cheffe de cabinet de la Maison-Blanche, actuellement, Susie Wiles.

## Histoire

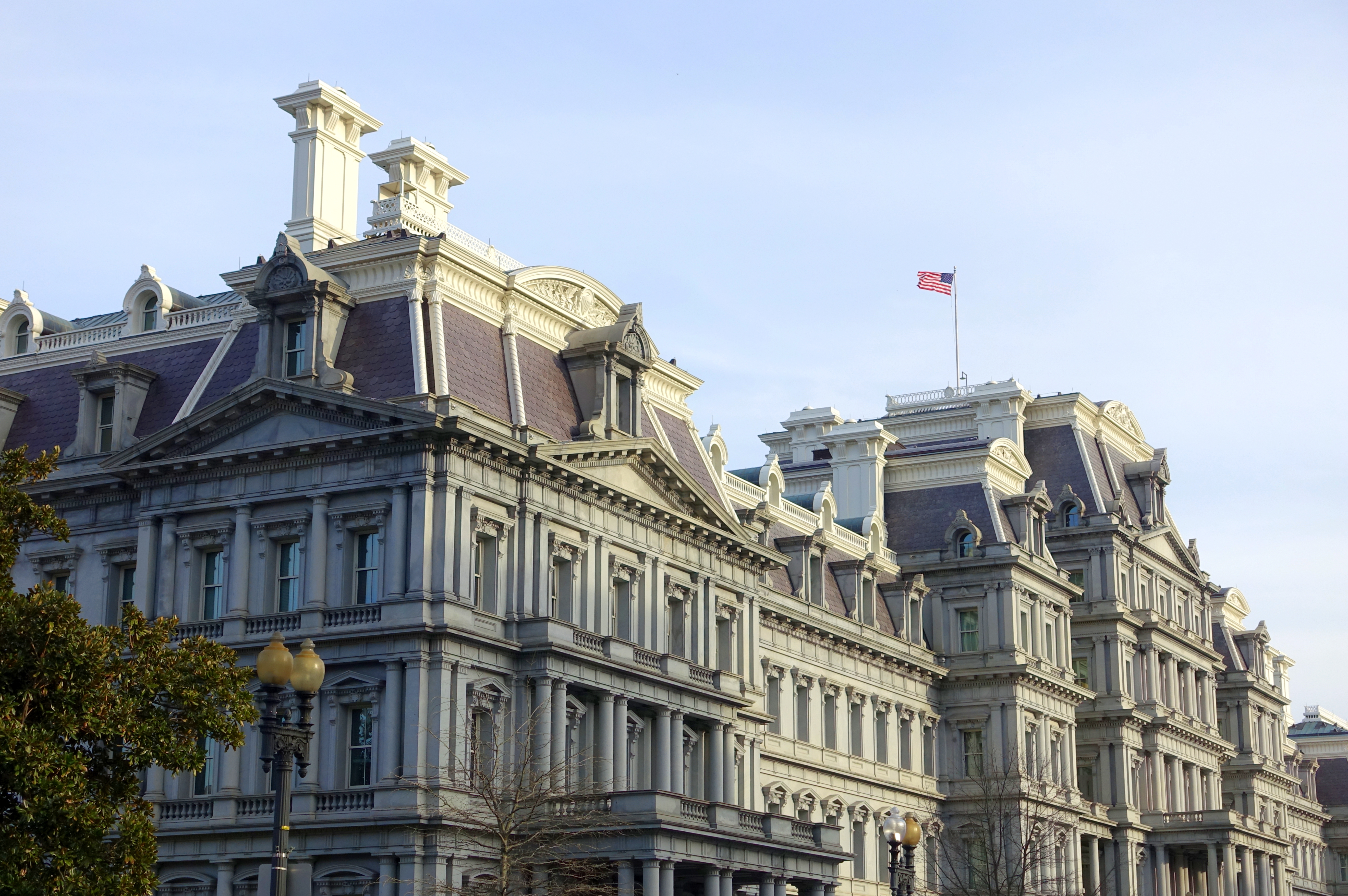
Le bâtiment du bureau exécutif Eisenhower, où est basé le Bureau exécutif du président des États-Unis.

Le Bureau exécutif du président des États-Unis est créé durant la présidence de Franklin Delano Roosevelt, en 1939, par le vote au Congrès des États-Unis du Reorganization Act après que le comité Bronlown en recommande la création.
Depuis, le nombre de personnes y travaillant ne cesse de croître pour atteindre, aujourd'hui, environ 4 000 personnes. Les employés travaillent dans les ailes Est et Ouest de la Maison-Blanche et dans le Bâtiment du bureau exécutif Eisenhower (Eisenhower Executive Office Building, également appelé Old Executive Office Building), situé à proximité immédiate de la Maison-Blanche.

## Composition
Le Bureau exécutif comprend des personnes qui aident et conseillent directement le président des États-Unis et certains sont membres du cabinet. Le porte-parole de la Maison-Blanche, le directeur de la communication de la Maison-Blanche et le conseiller juridique de la Maison-Blanche sont les individus les plus notables faisant partie du Bureau exécutif. Le directeur du renseignement national, coordinateur de la communauté du renseignement des États-Unis, a également le rang de conseiller du président.
Les principaux conseillers et membres du Bureau exécutif se répartissent en trois niveaux : 
- Senior staff dont les membres ont le titre de « conseiller du président des États-Unis ».
- Les assistants adjoints du président des États-Unis (Deputy Assistant to the President).
- les assistants spéciaux du président (Special Assistant to the President).

Le Conseil des conseillers économiques, le Bureau de la gestion et du budget, le Bureau de la politique scientifique et technologique, le Conseil de sécurité nationale, le Bureau du représentant américain au commerce, le Bureau militaire de la Maison-Blanche, ainsi que le Conseil sur la qualité environnementale, le Bureau du personnel présidentiel de la Maison-Blanche, le Bureau de la politique nationale de contrôle des drogues, le Conseil de sécurité intérieure et le Bureau de la Première dame des États-Unis, font partie du Bureau exécutif.